# Melanopsichiaceae
Melanopsichiaceae es una familia de hongos tizón en el orden Ustilaginales. Contiene 3 géneros.

## Géneros
- Exoteliospora
- Melanotaenium
- Yelsemia